# 鮑利斯闊特斯 (馬里蘭州)
鮑利斯闊特斯（英語：Bowleys Quarters）是位於美國馬里蘭州巴爾的摩縣的一個普查規定居民點。

## 人口
根據2020年美國人口普查的數據，鮑利斯闊特斯的面積為15.88平方千米，當中陸地面積為8.15平方千米，而水域面積為7.73平方千米。當地共有人口6853人，而人口密度為每平方千米431.55人。